# Arrondissements de la Loire-Atlantique

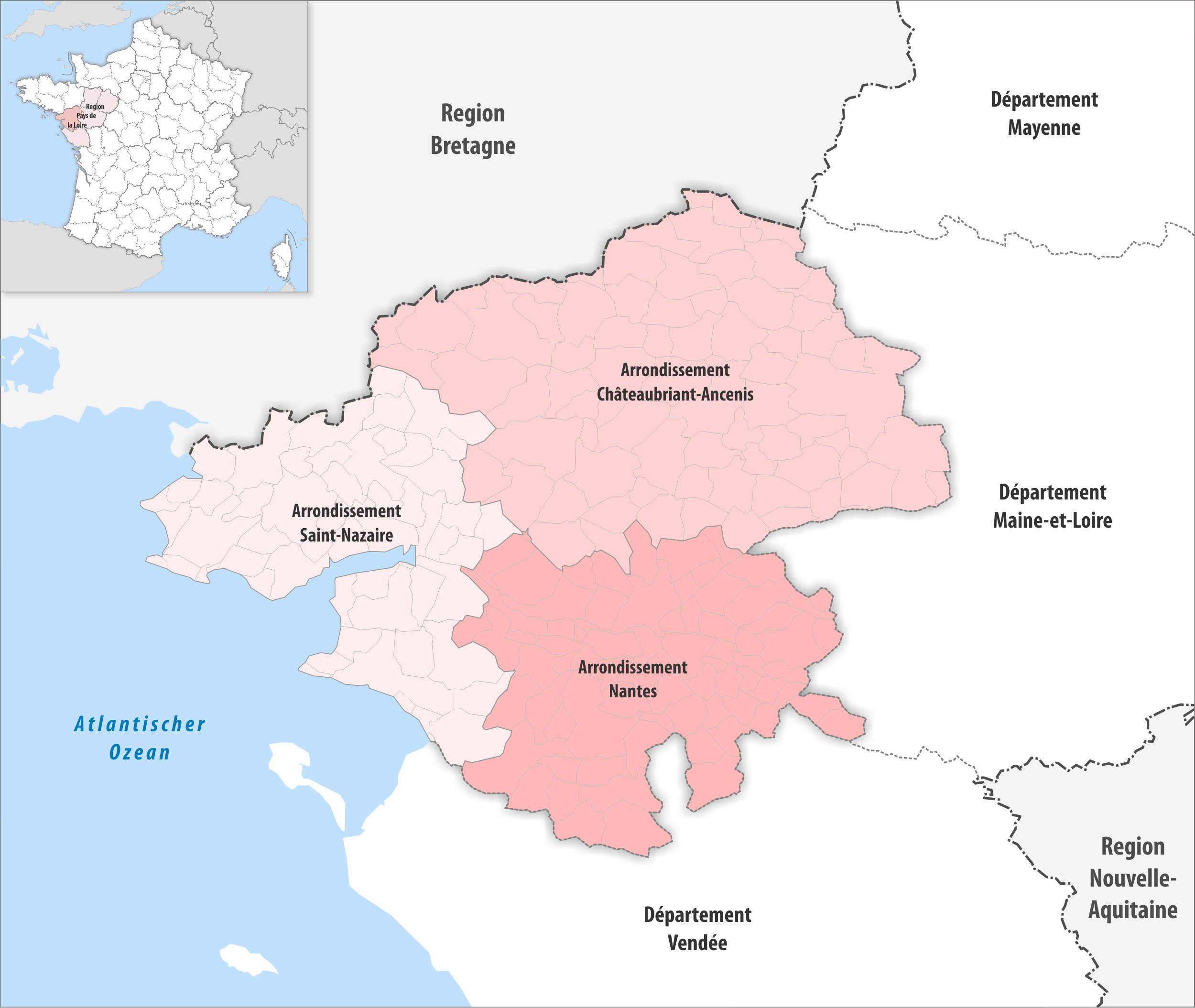
Les arrondissements de la Loire-Atlantique en 2019.

Le département de la Loire-Atlantique comprend trois arrondissements.

## Composition
| Nom                                     | Code Insee | Superficie (km2) | Population (dernière pop. légale) | Densité (hab./km2) | Modifier             |
| --------------------------------------- | ---------- | ---------------- | --------------------------------- | ------------------ | -------------------- |
| Arrondissement de Châteaubriant-Ancenis | 445        | 3 157,60         | 233 942 (2022)                    | 74                 | modifier les données |
| Arrondissement de Nantes                | 442        | 1 958,70         | 888 845 (2022)                    | 454                | modifier les données |
| Arrondissement de Saint-Nazaire         | 443        | 1 758,10         | 350 369 (2022)                    | 199                | modifier les données |
| Loire-Atlantique                        | 44         | 6 815,00         | 1 473 156 (2022)                  | 216                | modifier les données |

## Histoire
- 1793 : création du département de la Loire-Inférieure divisé en neuf districts : Ancenis, Blain, Châteaubriant, Clisson, Guérande, Machecoul, Nantes, Paimbœuf et Savenay.
- 1800 : les neuf districts sont remplacés par cinq arrondissements : Ancenis, Châteaubriant, Nantes, Paimbœuf et Savenay.
- 1868 : la sous-préfecture de Savenay est déplacée à Saint-Nazaire.
- 1926 : suppression des arrondissements d'Ancenis et de Paimbœuf, leurs territoires seront attribués respectivement aux arrondissements de Nantes et de Saint-Nazaire.
- 1942 : restauration de l'arrondissement d'Ancenis dans son intégralité.
- 9 mars 1957 : la Loire-Inférieure prend le nom de Loire-Atlantique.
- 1er janvier 2017 : fusion des arrondissements d'Ancenis et de Châteaubriant en un seul arrondissement de Châteaubriant-Ancenis[1]